# Ranunculus hydrocharoides
Ranunculus hydrocharoides är en ranunkelväxtart som beskrevs av Asa Gray. Ranunculus hydrocharoides ingår i släktet ranunkler, och familjen ranunkelväxter. Utöver nominatformen finns också underarten R. h. stolonifer.